# Abrigos de Mallata
Los cuatro covachos de los abrigos de Mallata se localizan en los acantilados del Tozal de Mallata, en la confluencia de los barrancos Basender, la Choca y el río Vero, en la sierra de Guara, en la provincia de Huesca en España. Contienen pinturas rupestres de temática variada de estilo Esquemático formando parte del conjunto del Arte rupestre del arco mediterráneo de la península ibérica declarado Patrimonio de la Humanidad por la UNESCO en el año 1998 (ref. 874.568 a 574).

## Ubicación
Los abrigos de Mallata se hallan a 800 m de altitud en lo alto de los acantilados del Tozal homónimo en la margen izquierda del río Vero. Se accede a los mismos desde Colungo por carretera dirección Ainsá hasta el aparcamiento del barranco de la Portiacha donde se continua a pie por una senda indicada que lleva en unos 15 minutos a los abrigos. Cuenta con servicio de visitas guiadas organizado por parte del Centro de Arte Rupestre del río Vero en Colungo.

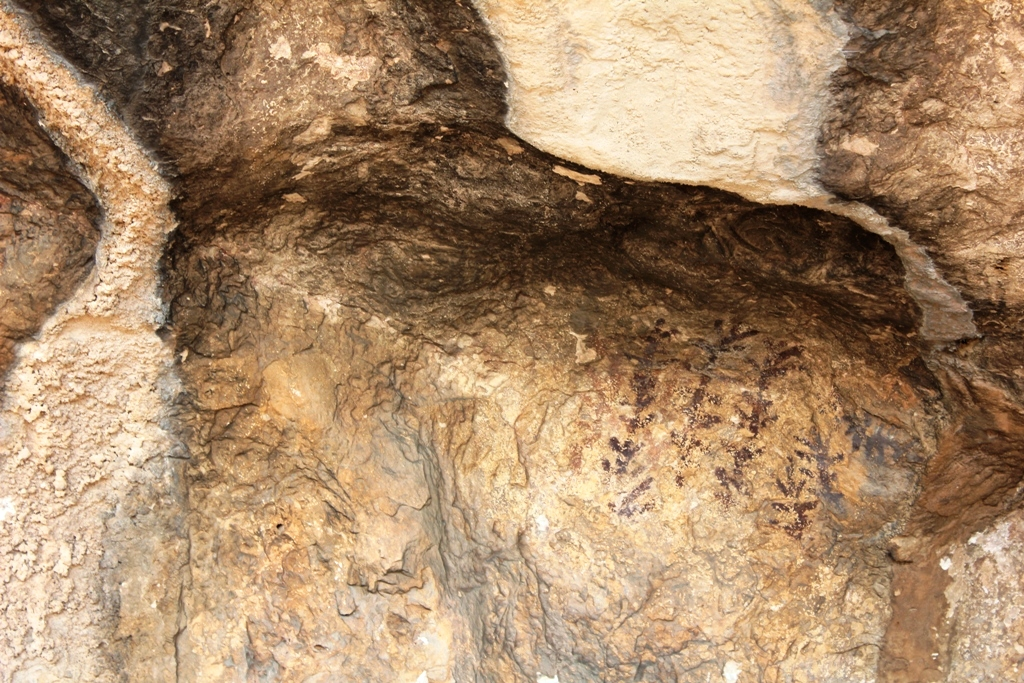
Mallata B: Pinturas ramiformes

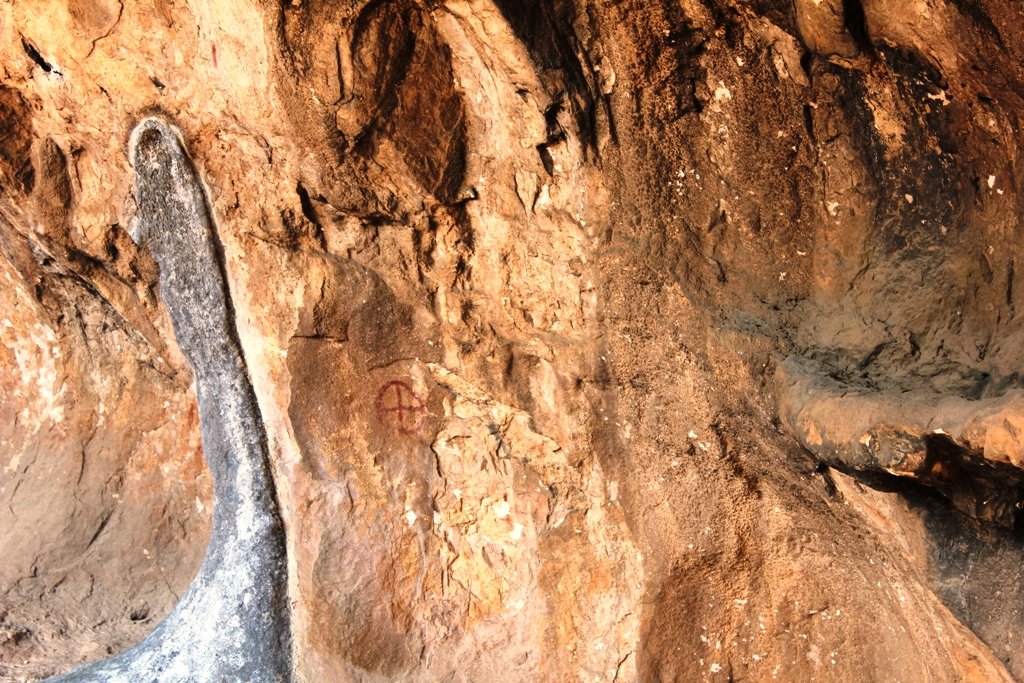
Mallata: Signo circular

## Descripción

### El estilo esquemático de las pinturas de Mallata
Las pinturas rupestres de los abrigos de Mallata pertenecen al estilo esquemático, que se caracteriza por la abstracción y simplificación de las representaciones de animales y seres humanos, que quedan reducidos a trazos verticales y líneas horizontales. Este estilo abarca desde el Neolítico a la Edad de los Metales y es la manifestación propia de sociedades sedentarias que ya conocen  la agricultura y la domesticación de los animales.

### El contenido pictórico
En los abrigos de Mallata I, 20 m de largo y unos 7 m de profundidad máxima, y Mallata B, con una boca de 20 m y 5,75 m de profundidad máxima, sobresalen antropomorfos capturando cérvidos. En todos los abrigos se reconocen además diversos signos puntiformes, circulares y pectiniformes así como un amplio conjunto de tipo ramiforme. La tonalidad de las pinturas es roja.